# Esta Noche Voy Contigo
«Esta Noche Voy Contigo» (укр. «Сьогодні ввечері я піду з тобою») — третій сингл колумбійської співачки Шакіри з альбому «Magia», випущений 16 липня 1991 року лейблом Sony Music.

## Відеокліп
Кліп, знятий влітку 1991, зображений у старому стилі в зоопарку зі слонами.